# Ferrari F2001
A Ferrari F2001 egy Formula–1-es versenyautó, amellyel a Scuderia Ferrari versenyzett a 2001-es Formula–1 világbajnokság során, illetve F2001B néven a 2002-es idény első futamain. Pilótái a háromszoros világbajnok és címvédő Michael Schumacher és Rubens Barrichello voltak.

## Áttekintés
Az autó az új szabályoknak megfelelően került megtervezésre, amelyek például előírták, hogy az első szárnynak magasabban kell lennie, hogy csökkentsék a leszorítóerőt. Ennek köszönhetően az orr-rész jellegzetes, előrelógatott kivitelezésű, a szárny pedig kanál formájú. Ebben az évben újra engedélyezték a kipörgésgátlót és a rajtsegédlet-elektronikát. így maga a kasztni és a felfüggesztés is ezek mentén került megtervezésre.
A korábbi évekhez képest az F2001-es hasonló elvek szerint készült el, mint a McLaren autói. Ennek köszönhető az orr lejjebb történő elhelyezése, miután a 2000-es autón is kipróbálták az új szárnyat, és nem tűnt hatékonynak. Megmaradtak viszont korábbi Ferrari-jellegzetességek, mint a periszkópra emlékeztető kipufogó, és a kisméretű bargeboard-ok. A kasztni alatti technika lényegében változatlan volt az előző évhez képest, az aerodinamikai hatékonyságon és az ebből eredő gumikopási tényezőn javítottak.
Az autó beállítása egyszerűbb volt, és gyorsabb is volt, mint a rivális McLaren MP4-16-osé, de új kihívó is akadt: az aerodinamikailag nem a legtökéletesebb, viszont bivalyerős BMW-motorral szerelt Williams FW23. A Ferrari abban nőtt végül is riválisai fölé, hogy megbízható is volt, és nem hátráltatták őket technikai gondok.

## Versenyben
A 2001-es bajnoki küzdelem könnyed volt Schumacher számára, aki 9 győzelmet aratott, és 123 gyűjtött pontjával egy akkori rekordot is elért. Megdöntötte továbbá Alain Prost rekordját is a legtöbb győzelem terén. Csak kétszer esett ki technikai hiba miatt, szemben Barrichellóval, akit ez, és különféle balszerencsék hátráltattak abban, hogy megszerezze élete első futamgyőzelmét. Mindenesetre a csapat megszerezte az idényben a konstruktőri címet is.
A szezonzáró japán futam előtt felszerelték az autót a 2002-re tervezett alkatrészekkel, hogy kipróbálják azokat versenykörülmények között is. Ez a továbbfejlesztett változat, az F2001B, indult a 2002-es szezon első három versenyén is, ahol Schumacher még győzni is tudott vele Ausztráliában. Ezen kívül Schumacher még harmadik lett vele Malajziában, majd Brazíliában már a mindent verő F2002-est vezette (Barrichello még itt is a régi autót használta, igaz, ő 2003 első három versenyén kiesett).

## Eredménylista
(félkövérrel jelölve a pole pozíció; dőlt betűvel a leggyorsabb kör)
| Év   | Csapat                    | Motor           | Gumik | Pilóták            | 1   | 2   | 3   | 4   | 5   | 6   | 7   | 8   | 9   | 10  | 11  | 12  | 13  | 14  | 15  | 16  | 17  | Pontok | Helyezés |
| ---- | ------------------------- | --------------- | ----- | ------------------ | --- | --- | --- | --- | --- | --- | --- | --- | --- | --- | --- | --- | --- | --- | --- | --- | --- | ------ | -------- |
| 2001 | Scuderia Ferrari Marlboro | Ferrari 050 V10 | B     |                    | AUS | MAL | BRA | SMR | ESP | AUT | MON | CAN | EUR | FRA | GBR | GER | HUN | BEL | ITA | USA | JPN | 179    | 1.       |
| 2001 | Scuderia Ferrari Marlboro | Ferrari 050 V10 | B     | Michael Schumacher | 1   | 1   | 2   | KI  | 1   | 2   | 1   | 2   | 1   | 1   | 2   | KI  | 1   | 1   | 4   | 2   | 1   | 179    | 1.       |
| 2001 | Scuderia Ferrari Marlboro | Ferrari 050 V10 | B     | Rubens Barrichello | 3   | 2   | KI  | 3   | KI  | 3   | 2   | KI  | 5   | 3   | 3   | 2   | 2   | 5   | 2   | 15  | 5   | 179    | 1.       |
| 2002 | Scuderia Ferrari Marlboro | Ferrari 050 V10 | B     |                    | AUS | MAL | BRA | SMR | ESP | AUT | MON | CAN | EUR | GBR | FRA | GER | HUN | BEL | ITA | USA | JPN | 221*   | 1.       |
| 2002 | Scuderia Ferrari Marlboro | Ferrari 050 V10 | B     | Michael Schumacher | 1   | 3   |     |     |     |     |     |     |     |     |     |     |     |     |     |     |     | 221*   | 1.       |
| 2002 | Scuderia Ferrari Marlboro | Ferrari 050 V10 | B     | Rubens Barrichello | KI  | KI  | KI  |     |     |     |     |     |     |     |     |     |     |     |     |     |     | 221*   | 1.       |

* ebből 14 pontot szerzett az F2001-es

## Fordítás
Ez a szócikk részben vagy egészben  a   Ferrari F2001 című angol Wikipédia-szócikk ezen változatának fordításán alapul.  Az eredeti cikk szerkesztőit annak laptörténete sorolja fel. Ez a jelzés csupán a megfogalmazás eredetét és a szerzői jogokat jelzi, nem szolgál a cikkben szereplő információk forrásmegjelöléseként.